# Albacara
La palabra albacara hace referencia, en sentido estricto, a un tipo de fortificación propia de la Baja Edad Media, consistente en un recinto amurallado, no habilitado para residencia habitual y usado como refugio para los habitantes de un núcleo de población o territorio inmediato, en los casos en que este se encuentra amenazado por un enemigo. Es usual que estas fortificaciones estén asociadas a una torre óptica, como por ejemplo el Castillejo de Zumel o las Peñas de Castro.
Una acepción más amplia, más extendida también en el lenguaje ordinario, extiende la denominación de albacara a cualquier recinto amurallado en la parte exterior de una fortaleza, asociando su uso a la guardería de ganado
Se trata de un tipo de construcción propia de las zonas interiores de al-Ándalus, especialmente de las huertas y valles regables de las actuales Andalucía y Murcia, donde abundan más que en Castilla. Existen algunos ejemplos, también, en Aragón, denominados por algunos autores como castillo-refugio.